# Boleiros 2 - Vencedores e Vencidos
Boleiros 2 - Vencedores e Vencidos é um filme brasileiro de 2006 dirigido por Ugo Giorgetti. É a continuação do filme do mesmo diretor, Boleiros - Era uma Vez o Futebol....

## Elenco
- Lima Duarte (Técnico Edil)
- Otávio Augusto (Filho de Virgílio Pênalti)
- Flávio Migliaccio (Naldinho)
- Denise Fraga (Neidinha)
- Cássio Gabus Mendes (Zé Américo)
- Paulo Miklos (Lauro)
- José Trassi (Marquinhos)
- Suzana Alves (Lurdinha)
- Sílvio Luiz (Aurélio)
- Petrônio Gontijo (Rafael Benitez)
- Fulvio Stefanini (Dr. Naum)
- Adriano Stuart (Otávio)
- Duda Mamberti (Barbosa)
- Andréa Tedesco (Elisa)
- Anderson de Oliveira (Magrão)
- Fernanda D'Umbra (Aninha)
- André Bicudo (Caco)
- Walter Portella (Nestor)
- Gabriela Rabelo (Teresa)
- José Renato (Macieira)
- Luís Damasceno (Padre Júlio)
- Renato Consorte (Major Perez)
- Laert Sarrumor (Bizu)
- Hélio Cícero (Todé)
- Luís Ramalho (Coringa)
- Luiz Carlos Feijão (Feijão)
- César Negro (Mamamá)
- Rubens Ferreira (Tico)
- Carlos Fernando (Papa)
- Mariana Trajan (Sobrinha do Macieira)
- André Kfouri (Repórter de TV)
- Alê Primo (Repórter de TV)
- João Motta (Motoqueiro)
- Danielle Barros (Motoqueira)
- Wandi Doratiotto (Carcereiro)
- Lavínia Pannunzio (Advogada)
- Fábio Herford (Vítima dos ladrões)
- Adílson dos Santos (Segurança do bar)
- Sócrates (Sócrates)